# Artois-i Blanka navarrai királyné
Artois-i Blanka (?, 1248 – Párizs, 1302. május 2.) navarrai királyné, I. Henrik navarrai király felesége és I. Johanna navarrai királynő édesanyja.

## Családja
I. (Artois-i) Róbert gróf és Brabanti Matilda hercegnő elsőszülött gyermeke. A szülők 1237. június 14-én házasodtak össze.
Apai nagyszülei: VIII. Lajos francia király és Kasztíliai Blanka francia királyné
Anyai nagyszülei: II. (Reginar) Henrik brabanti herceg és első felesége, Hohenstaufeni Mária német királyi hercegnő
Blanka édestestvére:
- Róbert (1250 szeptembere - 1302. július 11.), a későbbi II. Róbert artois-i gróf, aki 1262-ben nőül vette a vele egyidős Courtenay Amicie francia nemeshölgyet. Egy leányuk (Mahaut) és két fiuk (Fülöp és Róbert) született frigyük 13 éve alatt.

Miután 1250. február 8-án Blanka 33 esztendős apját megölték a VII. keresztes hadjárat során, 30 éves özvegye újból férjhez ment. Második hitvese III. (Châtillon) Guy saint-pol-i gróf lett, 1255. január 16-án. Házasságuk 33 éve alatt hat közös gyermekük született, előbb három fiú, utána pedig három leány.
Blanka féltestvérei:
- Hugó (?–1307), II. Hugó néven Saint-Pol későbbi grófja, aki 1287 körül elvette a körülbelül 27 éves Dampierre-i Beatrix flandriai grófnőt. 20 évig tartó házasságukból két gyermek jött világra, Guy és János.
- Guy (1254 körül – 1317. április 6.), a későbbi IV. Guy saint-pol-i gróf, aki 1292-ben feleségül vette a 24 esztendős Bretagne-i Mária hercegnőt. 25 évig tartó házasságukból nyolc gyermek származott, János, Jakab, Mahaut, Beatrix, Isabeau, Mária, Eleonóra és Johanna.
- Jacques (?–1302. július 11.), I. Jakab néven később ő lett Leuze 1. lordja, aki Condé-i Katalin francia nemeshölgyet vette nőül. Leszármazottaik a Bourbon-dinasztia egyik ágát képezték.
- Beatrix (?–1304), ő I. (Brienne-i) János eu-i gróf hitvese lett, akinek öt örököst szült férjének, Jánost, Izabellát, Johannát, Margitot és Mahaut-ot.
- Johanna, ő III. (Chauvigny-i) Guillaume châteauroux-i lord felesége volt.
- Gertrúd, aki Florent mechelen-i lord hitvese lett.

## Élete
1269-ben ment hozzá a körülbelül 25 éves, leendő I. (Champagne) Henrik navarrai királyhoz. Frigyük öt éve alatt két gyermekük jött világra, Theobald és Johanna.
- Theobald (?–1273) Az estellai kastély ostroma közben halt meg.
- Johanna (1273. január 14. – 1305. március 31. vagy április 2.) Miután Henrik 1274-ben elhunyt, így a navarrai korona első számú örököse az akkor csupán másfél éves Johanna hercegnő, a királyság régense pedig az özvegy Blanka anyakirályné lett. 1284. augusztus 16-án a 11 és fél éves ifjú királynő, I. Johanna hozzáment a francia trónörököshöz, a 16 éves leendő IV. (Capet) Fülöp királyhoz. Frigyük 20 éve folyamán hét gyermekük jött világra, Lajos, Margit, Fülöp, Izabella, Blanka, Károly és Róbert. Három fiából később francia király lett, X. Lajos, V. Fülöp és IV. Károly néven.

Blanka birtokában volt még Brie, Champagne, Troyes és Meaux tartománya is. Az asszony IX. Lajos francia király unokahúga volt.
1274. július 22-én elhunyt a körülbelül 30 éves I. Henrik, s özvegye 1276. február 3-án újból férjhez ment, de ezúttal a 31 esztendős, özvegy, ám gyermektelen Crouchbacki Edmund angol királyi herceghez, III. Henrik angol király másodszülött fiához. 21 évig tartó frigyükből három fiú származott:
- Tamás (1278 körül – 1322. március 22.), Leicester és Lancaster későbbi grófja, aki 1294. október 28-án elvette a 12 esztendős Alice de Lacy-t, Lincoln grófnőjét, ám körülbelül 24 éven át tartó házasságukból nem születtek örökösök, így 1318-ban elváltak. Tamás grófot 1322-ben végezték ki, felségárulás vádjával.
- Henrik (1281 körül – 1345. szeptember 22.), bátyja halála után ő lett Lancaster 3. grófja, megörökölve annak összes birtokát és vagyonát. Valamikor 1296. vagy 1297. március 2. előtt nőül vette a körülbelül 13-14 éves Maud Chaworth-öt, Kidwelly lordjának leányát. Körülbelül 26 évig tartó frigyükből hét gyermek származott, Blanka, Henrik, Matilda, Johanna, Izabella, Eleonóra és Mária.
- János (? – 1317. június 13. előtt), Beaufort későbbi ura, aki még valamikor 1312 júliusa előtt feleségül vette az özvegy Alix de Joinville francia nemeshölgyet, ám örökösük nem született.

Blanka többé nem ment férjhez,  ötévnyi özvegység után hunyt el, 1302. május 2-án, 53 vagy 54 éves korában.